# Новоблочна
Новобло́чна — проміжна залізнична станція Криворізької дирекції Придніпровської залізниці на електрифікованій лінії Кривий Ріг-Головний — Апостолове між станціями Кривий Ріг-Головний (4 км) та Незалежна (5 км). Розташована у Довгинцівському районі міста Кривого Рогу.

## Пасажирське сполучення
На станції Новоблочна зупиняються приміські електропоїзди Криворізького та Нікопольського напрямків.